# Okręg wyborczy Colne Valley
Okręg wyborczy Colne Valley powstał w 1885 r. i wysyła do brytyjskiej Izby Gmin jednego deputowanego. Okręg obejmuje Colne Valley, Holme Valley, Meltham oraz przedmieścia Huddersfield w zachodnim Yorkshire.

## Deputowani do brytyjskiej Izby Gmin z okręgu Colne Valley
- 1885–1892: Henry Beaumont, Partia Liberalna
- 1892–1907: James Kitson, Partia Liberalna
- 1907–1910: Victor Grayson, niezależni laburzyści
- 1910–1916: Charles Leach, Partia Liberalna
- 1916–1922: Frederick Mallalieu, Partia Liberalna
- 1922–1931: Philip Snowden, Partia Pracy
- 1931–1935: Lance Mallalieu, Partia Liberalna
- 1935–1939: Ernest Marklew, Partia Pracy
- 1939–1963: Glenvil Hall, Partia Pracy
- 1963–1966: Patrick Duffy, Partia Pracy
- 1966–1970: Richard Wainwright, Partia Liberalna
- 1970–1974: David Clark, Partia Pracy
- 1974–1987: Richard Wainwright, Partia Liberalna
- 1987–1997: Graham Riddick, Partia Konserwatywna
- 1997–2010: Kali Mountford, Partia Pracy
- 2010–2017: Jason McCartney, Partia Konserwatywna
- 2017–2019: Thelma Walker, Partia Pracy
- 2019–: Jason McCartney, Partia Konserwatywna
- od 2024: Paul Davies(inne języki), Partia Pracy